# 里奇群島

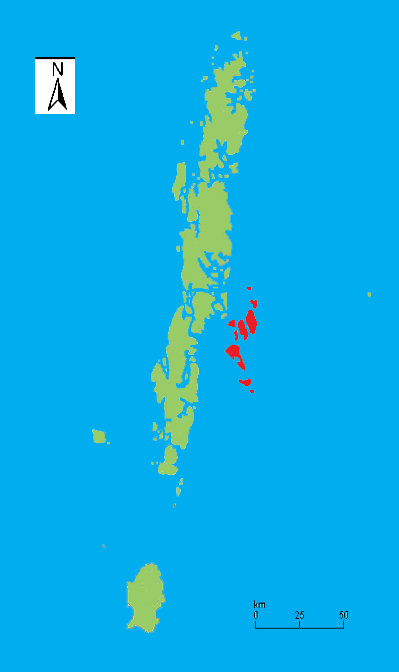

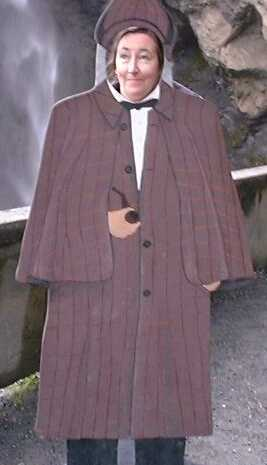

里奇群島是印度的群島，位於印度洋海域，屬於安達曼群島的一部分，由4個主島和7個小島組成，行政方面由安達曼-尼科巴群島負責管轄，2001年人口約8,200。
12°14′N 93°10′E / 12.233°N 93.167°E